# 千户站
千戶站（：／ Cheonho yeok */?）副站名風納土城（풍납토성），是首都圈電鐵5號線與首都圈電鐵8號線沿線交會的一座轉乘車站，位於韓國首爾特別市江東區千戶3洞與松坡區風納洞的邊界。

## 車站結構
兩線均為2面2線側式月台的地下車站，候車月台皆設有月台幕門，並有出口共10處。
5號線近廣渡口站方向的盡頭和8號線近岩寺站方向的盡頭設有一條樓梯供轉乘之用，5號線在下、8號線在上。

### 5號線月台

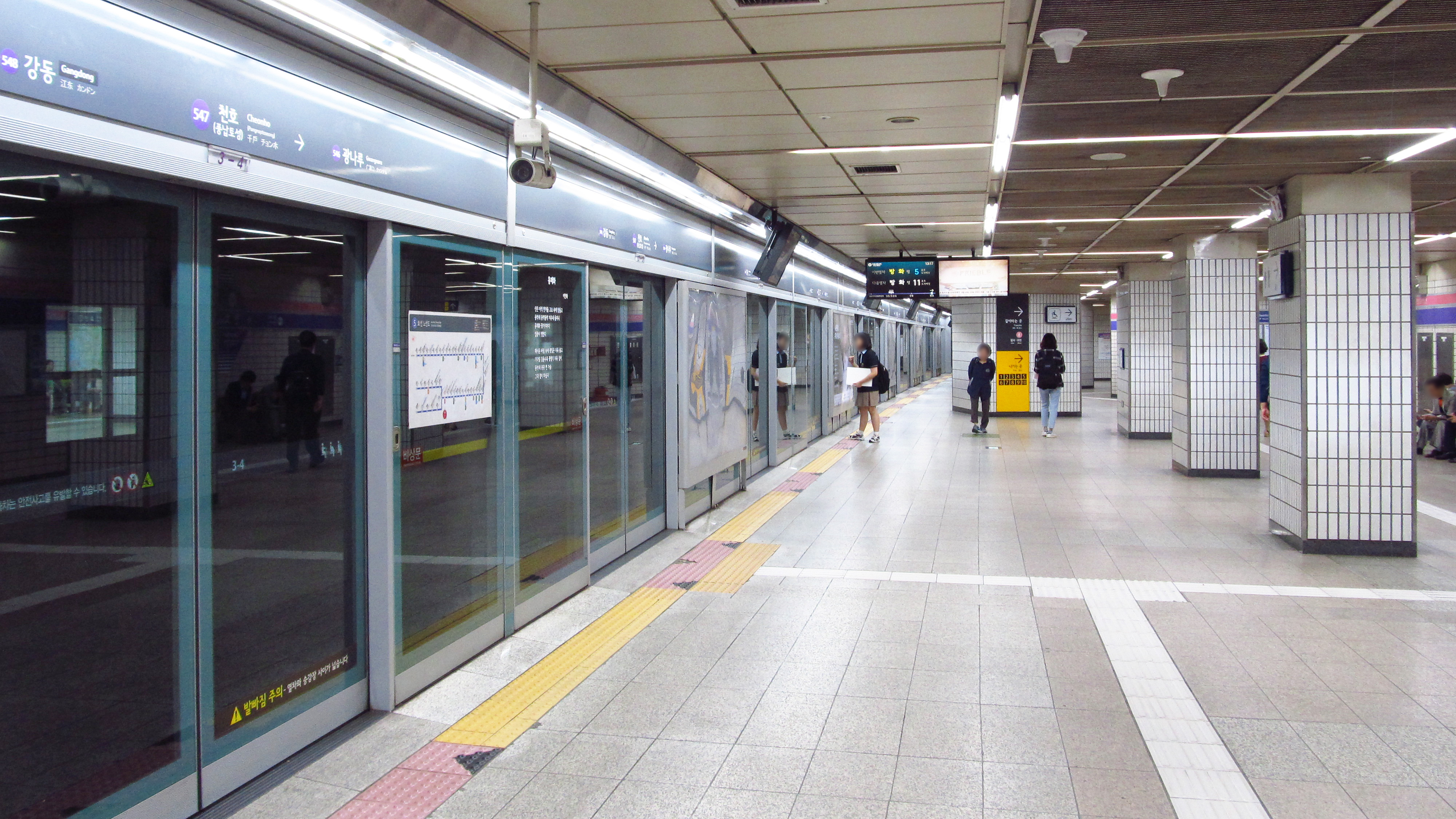
5號線候車月台

| 廣渡口 ↑ |
| \| 上    |
| ↓ 江東   |

| 月台 | 路線             | 目的地                                 |
| ---- | ---------------- | -------------------------------------- |
| 上行 | ●首都圈電鐵5號線 | 君子、光化門、新吉、金浦機場、傍花方向 |
| 下行 | ●首都圈電鐵5號線 | 江東、上一洞、河南黔丹山、馬川方向     |

### 8號線月台

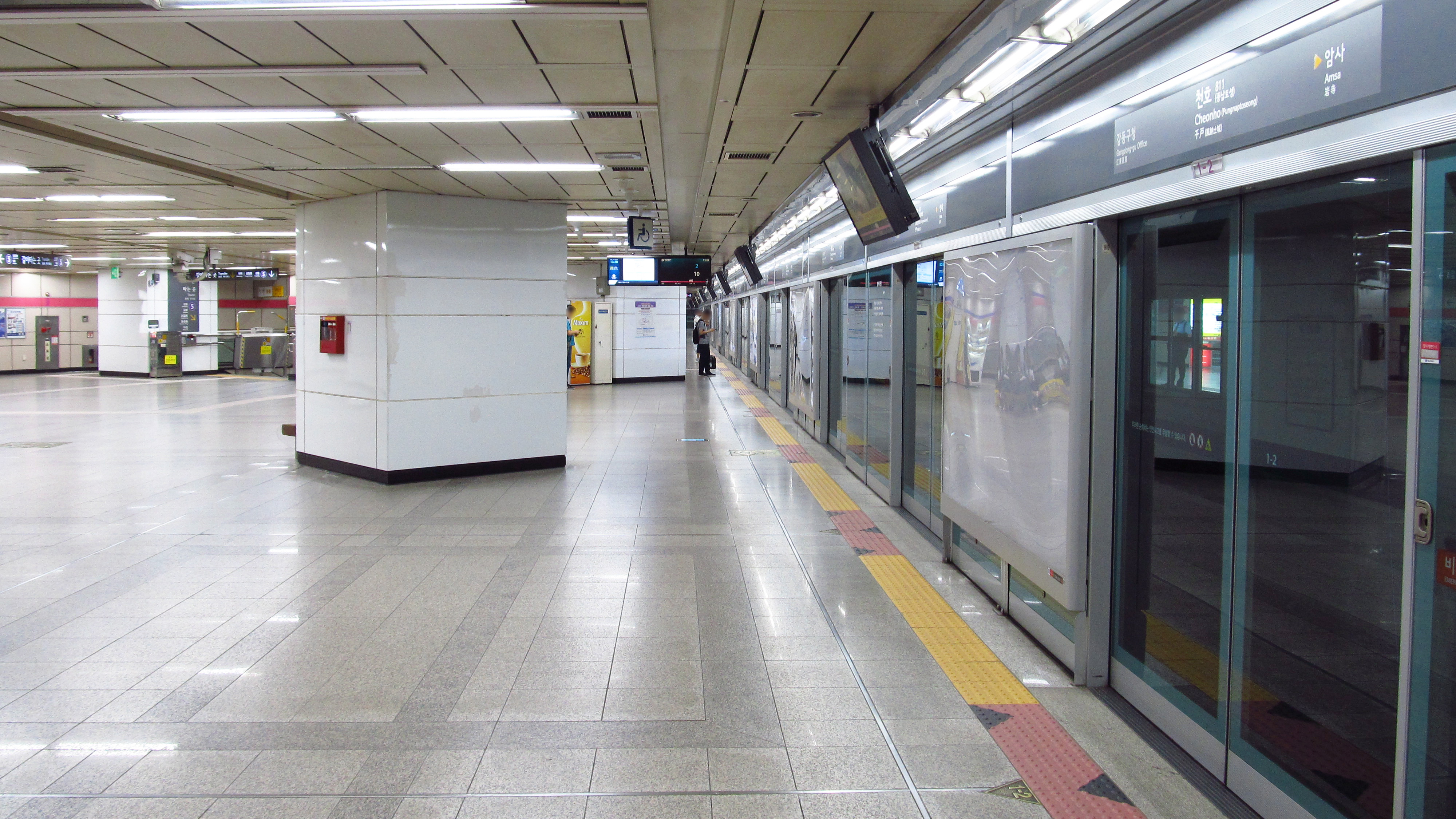
8號線候車月台

| 岩寺 ↑     |
| \| 上      |
| ↓ 江東區廳 |

| 月台 | 路線           | 目的地                     |
| ---- | -------------- | -------------------------- |
| 上行 | ●首爾地鐵8號線 | 岩寺方向                   |
| 下行 | ●首爾地鐵8號線 | 蠶室、文井、福井、牡丹方向 |

## 歷史
- 1995年11月15日：落成啟用。
- 1999年7月2日：8號線站體開通。

## 車站周邊
- 漢江
- 漢江市民公園
- 千户大桥
- 三星人壽
- 友利銀行千戶洞分行
- E-mart千戶店
- Kim's Club超市（朝鲜语：킴스클럽）千戶店
- 現代百貨千戶店
- ENTER-6百貨（朝鲜语：엔터식스）千戶站店
- 風納洞郵局
- 风纳土城
- 韓一影城
- 首爾紅燈區
- 江東樂天影城

## 圖片

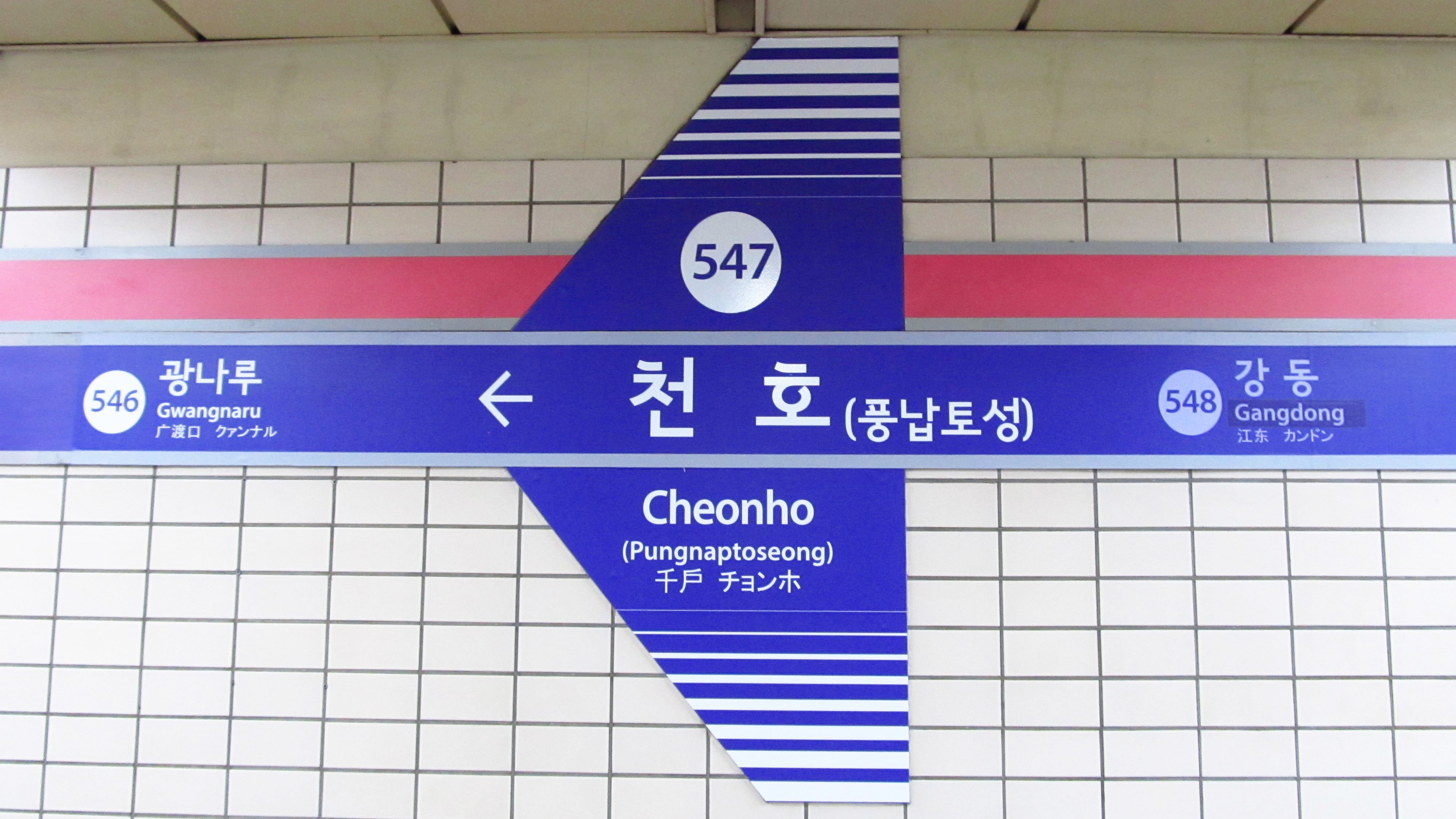
5號線站名牌
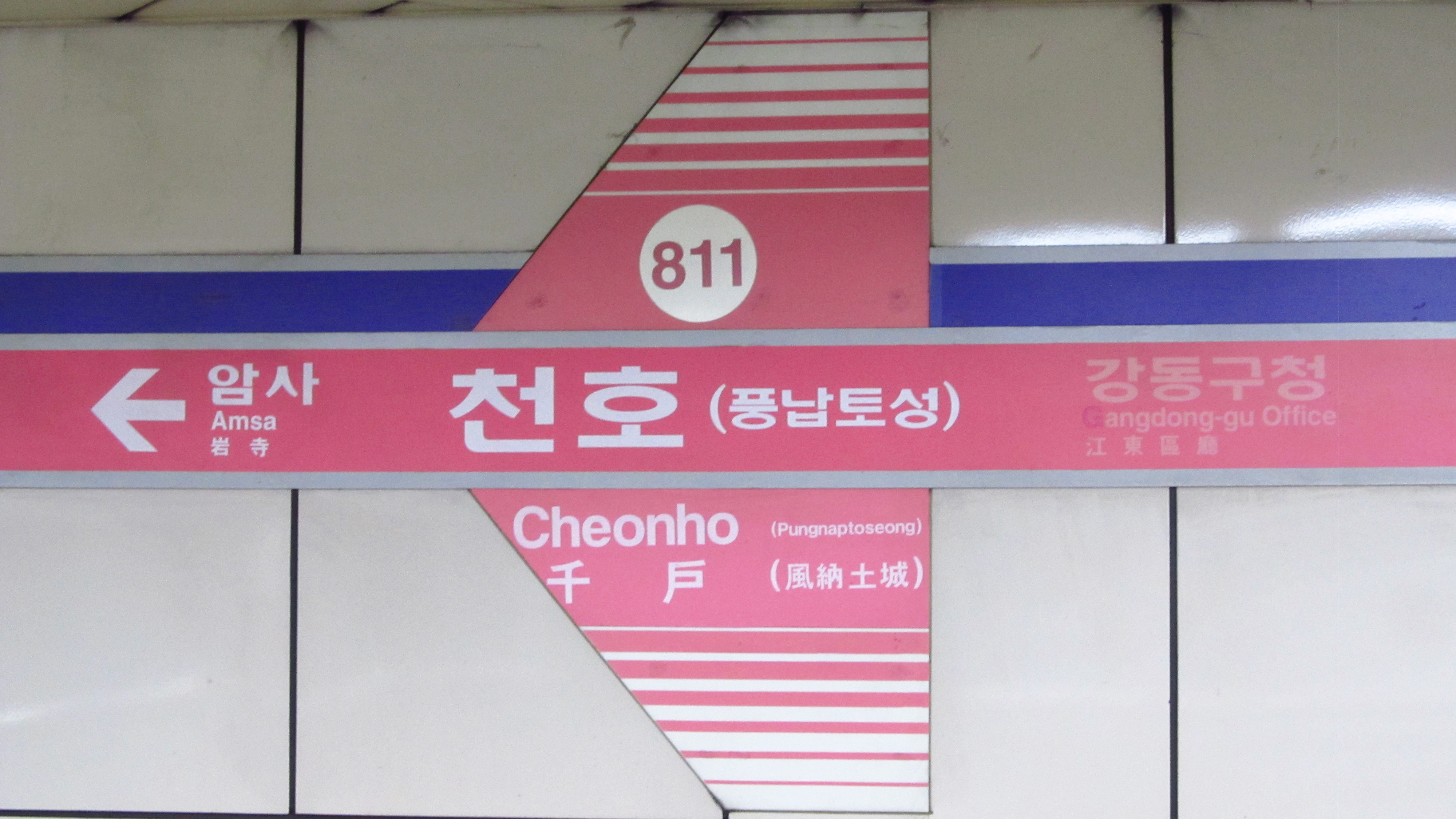
8號線站名牌
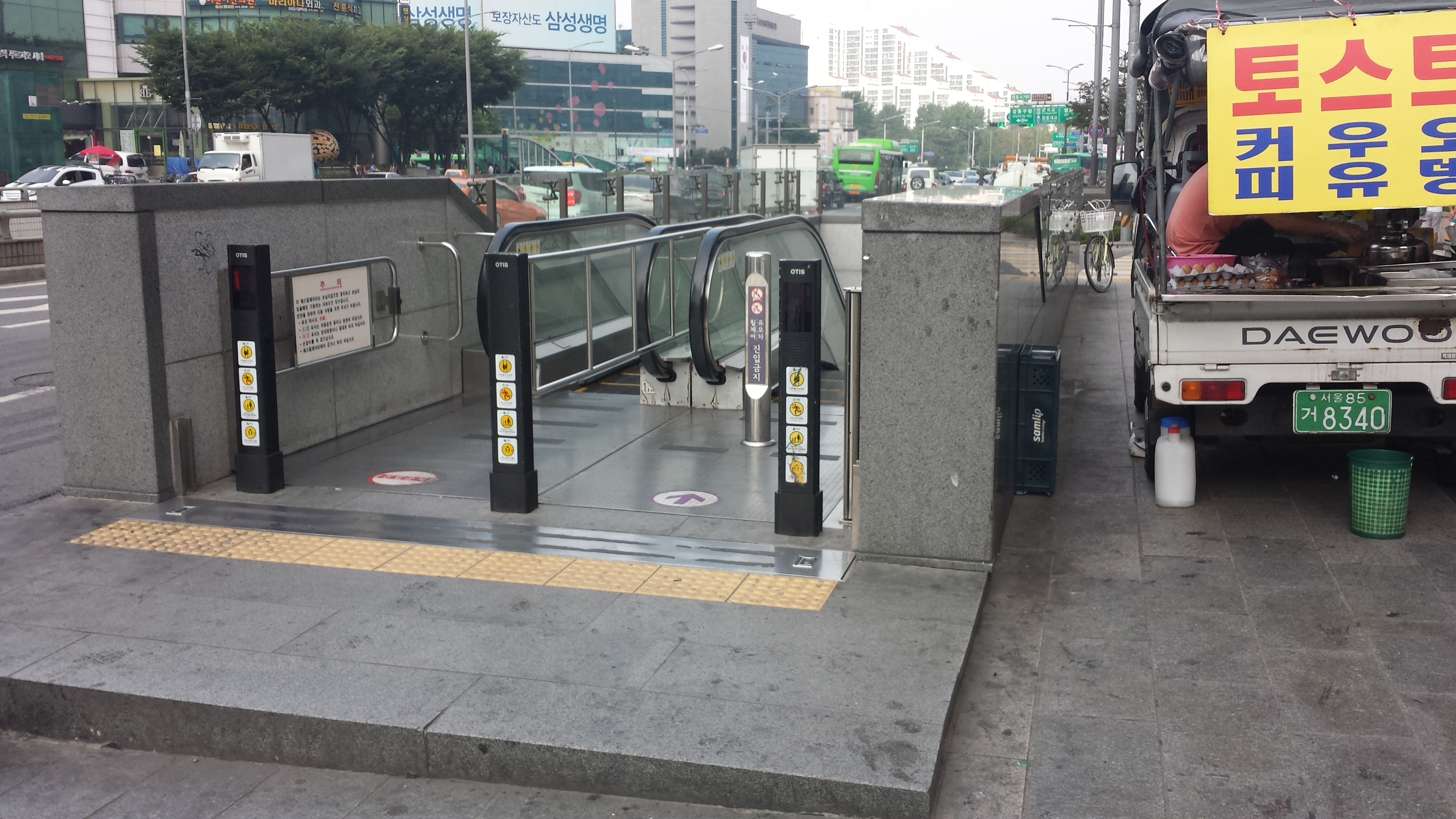
出口
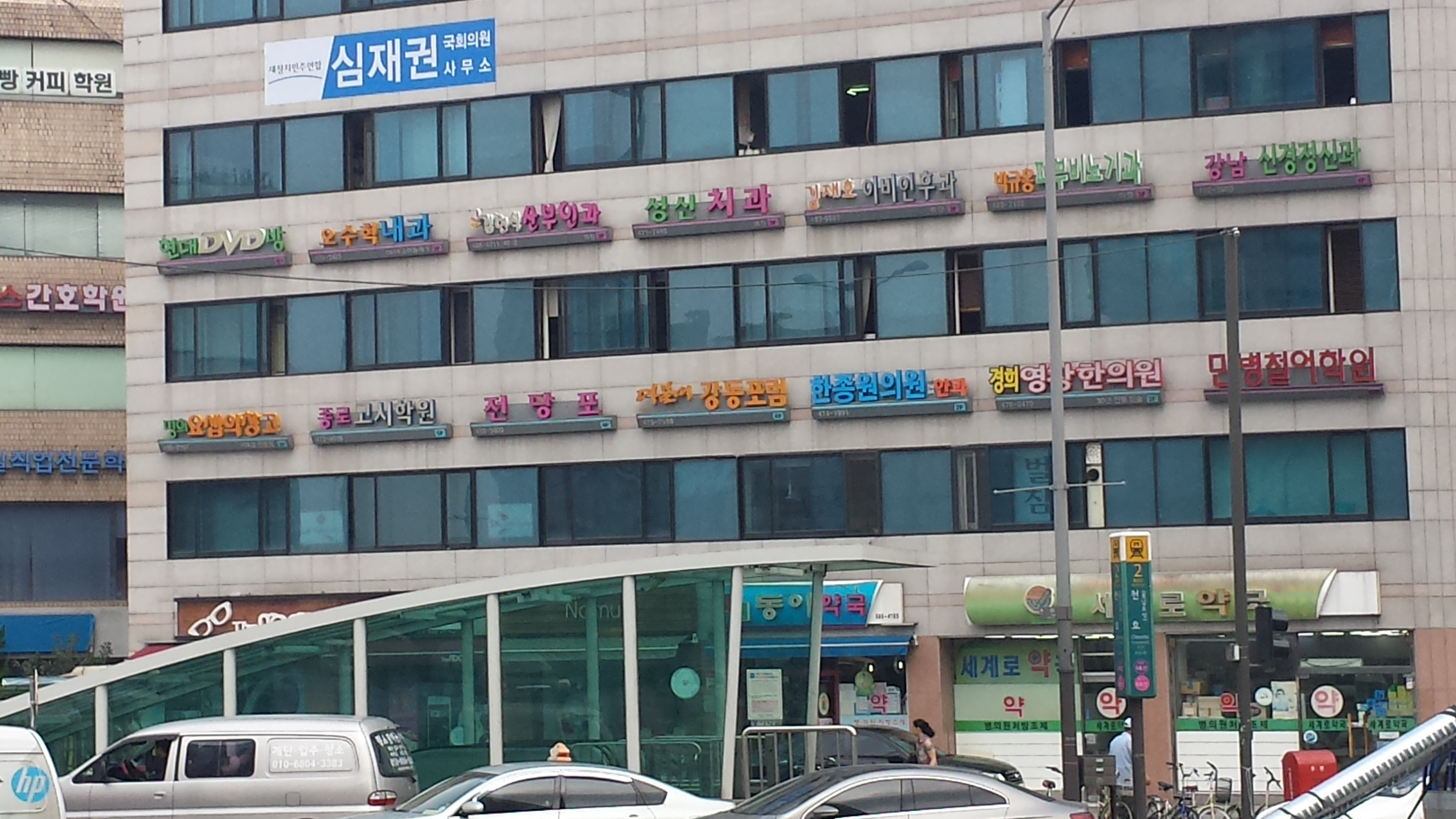
2號出口
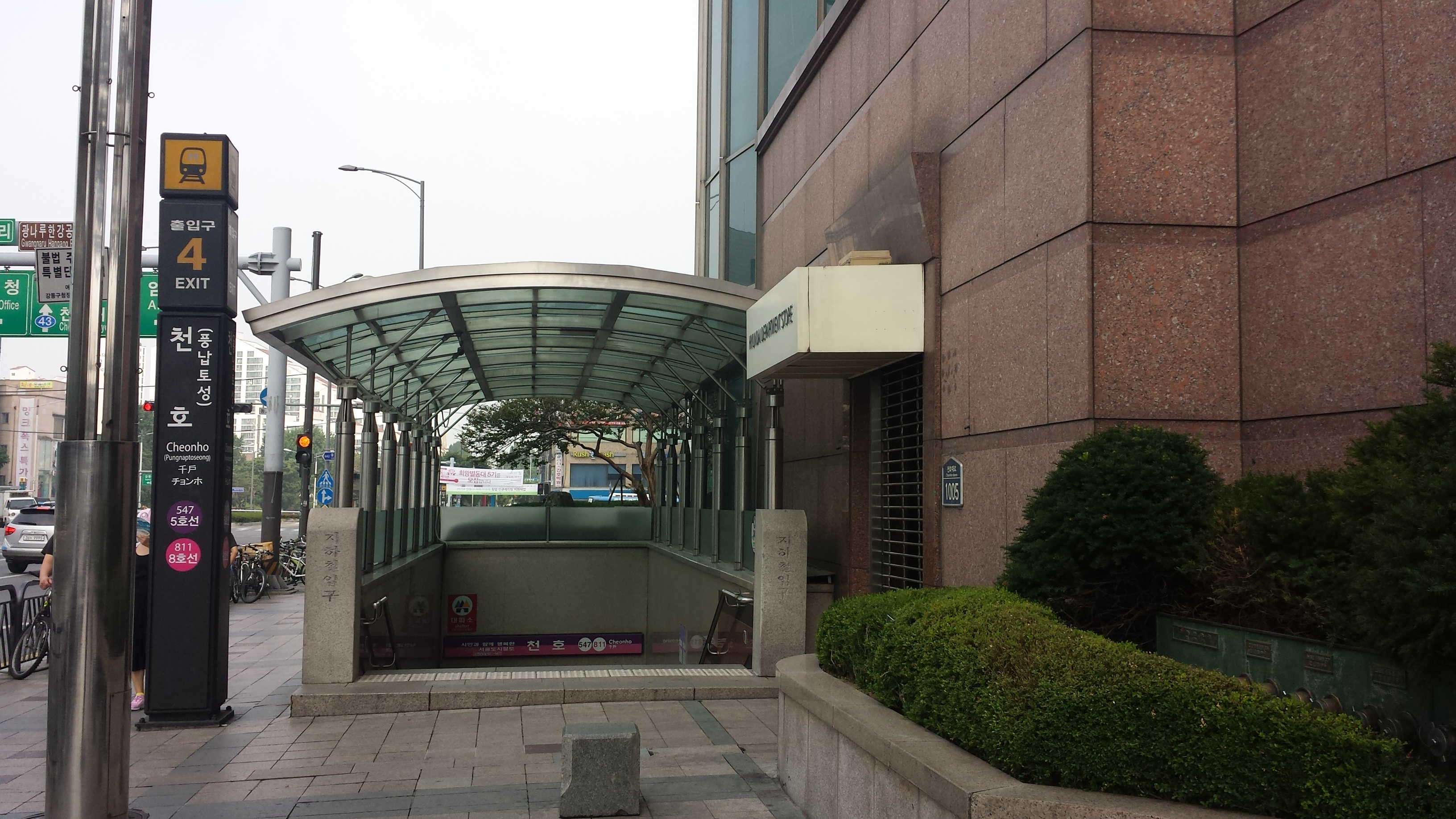
4號出口
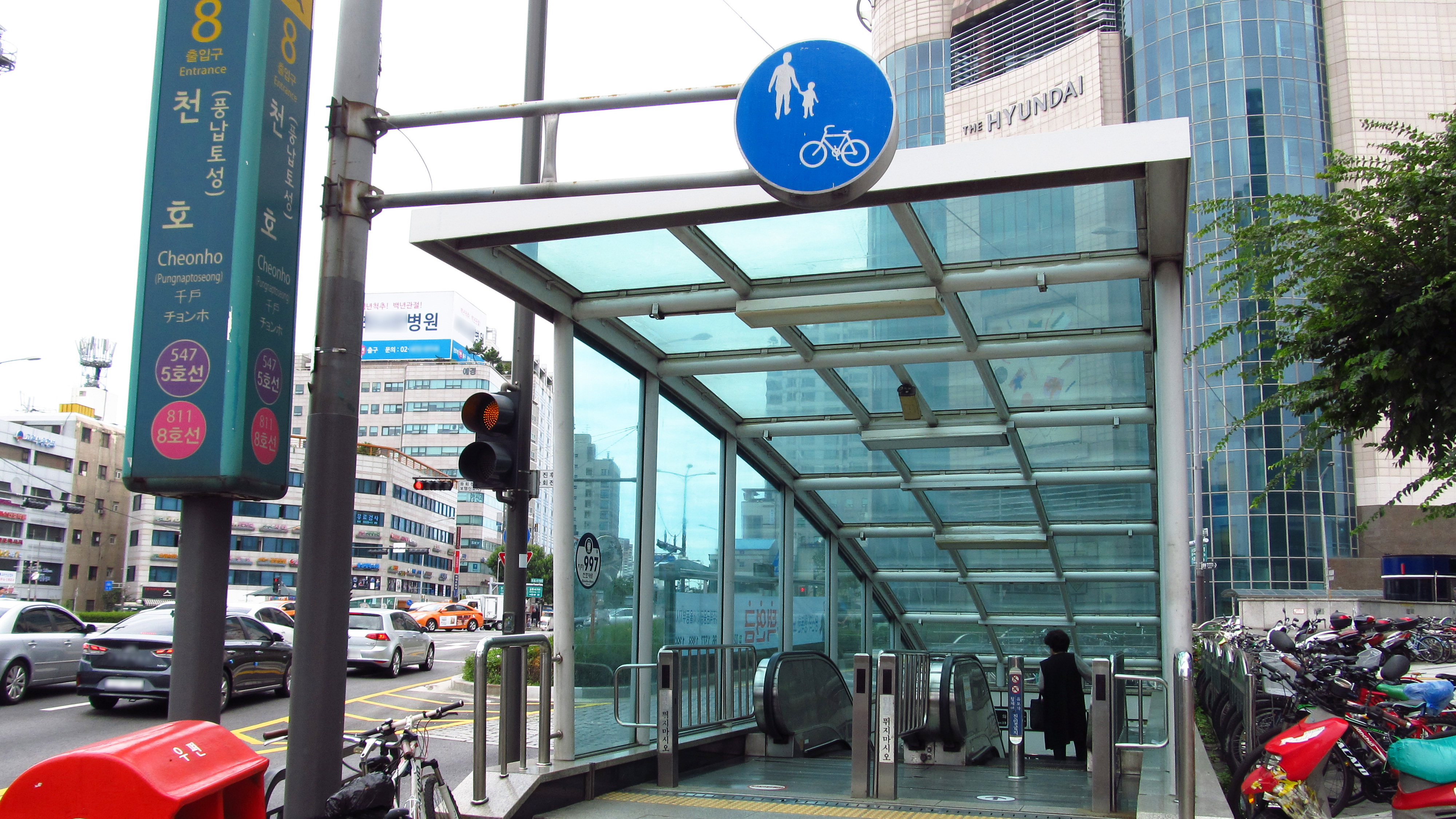
8號出口

## 相鄰車站
首爾交通公社
●首都圈電鐵5號線
廣渡口（546）－千戶（547）－江東（548）
●首爾地鐵8號線
岩寺（810）－千戶（811）－江東區廳（812）